# Toribio Martín
Toribio Martín (ur. 1874, zm. 19??) – hiszpański duchowny katolicki, wikariusz diecezji Seo de Urgel i zarazem tymczasowy współksiążę episkopalny Andory od 2 stycznia 1902 do 10 września 1902.